# سرية شجاع بن وهب الأسدي
سرية شجاع بن وهب الأسدي، إلى بني عامر بالسي في شهر ربيع الأول سنة 8 هـ.

## مجريات السرية
بعث النبي محمد شجاع بن وهب في 24 رجلاً إلى جمع من هوازن بالسي ناحية ركبة من وراء المعدن، وهي من المدينة المنورة على خمس ليال. وأمره أن يغير عليهم، وكان يسير الليل ويكمن النهار، حتى صبحهم وهو غارون فأصابوا نعمًا كثيرًا، وشاء واستاقوا ذلك حتى قدموا المدينة المنورة، وغابت السرية خمس عشرة ليلة.